# وسام النسر للطيران
وسام النسر للطيران هو وسام تمنحه الدولة اللبنانية.
- أنشئ بموجب نظام الأوسمة (المرسوم الاشتراعي 122 تاريخ 12/6/1959)
- يشتمل على أربع درجات: ممتازة درجة أولى، درجة ثانية، درجة ثالثة.[1]